# Pierre Edouard
Pierre Edouard, nacido  en 1959 , es un diseñador, pintor y escultor francés ;  miembro de la Academia de Bellas Artes desde 2008. Es hijo de Charles Maussion.

## Datos biográficos
El 28 de mayo de 2008, Pierre Edouard fue elegido miembro de la Academia de Bellas Artes en el departamento de escultura en la silla de Albert Feraud que había fallecido ese mismo año.  Fue recibido bajo la Cúpula el 10 de marzo de 2010 por Gérard Lanvin, durante una reunión presidida por Roger Taillibert.
La sección de escultura de  la Académie queda formada con siete miembros: Jean Cardot, Gérard Lanvin, Claude Abeille, Antoine Poncet, Eugène Dodeigne, Brigitte Terziev y Pierre Edouard que  en marzo de 2010, se instala en la Academia de Bellas Artes de París.